# امیرمحمد متقیان
امیرمحمد متقیان (زادهٔ ۱۳ آذر ۱۳۷۴) بازیگر و مجری ایرانی است. او برای بازی در نقش امیرمحمد در کنار داریوش فرضیایی در برنامهٔ تلویزیونی عمو پورنگ به شهرت رسید. متقیان در سال ۱۳۹۹ در فیلم طبقه یک و نیم ایفای نقش کرد.

## زندگی
وی که متولد ۱۳ آذر ۱۳۷۴ در ساوه است تا پایان سال سوم دبستان در ساوه زندگی می‌کرد. شغل پدرش چاپ و طراحی تابلو و پارچه‌نویسی بود. او پس از آشنایی با یک کارگردان تئاتر در شهر ساوه وارد بازیگری تئاتر می‌شود و قبل از ورود به تلویزیون در دو تئاتر شهرستانی بازی کرده‌است. متقیان که به عنوان مهمان در برنامهٔ کودک و نوجوان شبکهٔ جام‌جم حضور یافته بود با داریوش فرضیایی مجری برنامه آشنا شد و توانست به تلویزیون و شبکه خانگی راه یابد.

## فعالیت‌ها

### سینما

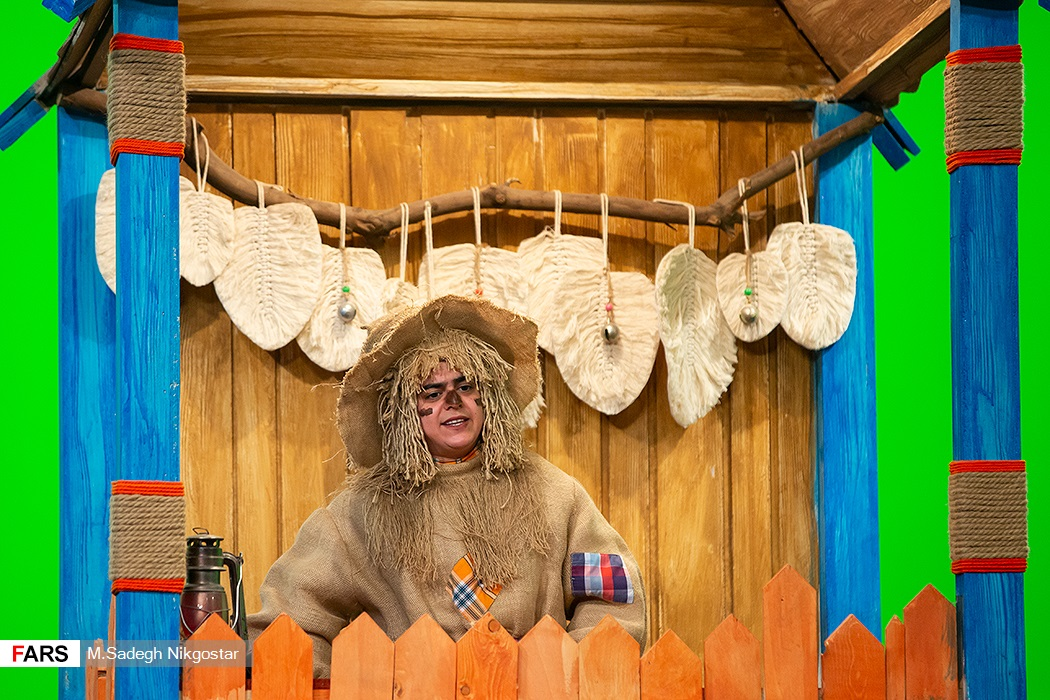
امیرمحمد متقیان در کلبه عموپورنگ

- طبقه یک و نیم (۱۳۹۹)

### تلویزیون
| سال       | فیلم                |
| --------- | ------------------- |
| ۱۳۸۹      | بوستان دوستان پورنگ |
| ۱۴۰۰–۱۳۹۴ | عیدانه عمو پورنگ    |
| ۱۳۹۸–۱۳۹۴ | محله گل و بلبل      |
| ۱۳۹۷      | بالشها              |
| ۱۳۹۹      | بچه‌محل              |
| ۱۴۰۰      | کلبه عمو پورنگ      |
| ۱۴۰۳      | لالایی              |
| ۱۴۰۴      | آرزوهای چپکی        |